# Next!
Next! ist das dritte Studioalbum der Berliner Reggae/Dancehall-Gruppe Seeed. Es wurde am 14. Oktober 2005 veröffentlicht und in Deutschland mit drei Goldenen Schallplatten ausgezeichnet.

## Titelliste
| #   | Titel                                  | Länge |
| --- | -------------------------------------- | ----- |
| 1.  | Schwinger                              | 3:20  |
| 2.  | Next!                                  | 3:06  |
| 3.  | Aufstehn! (feat. CeeLo Green)          | 3:51  |
| 4.  | Stand Up                               | 2:38  |
| 5.  | Tight Pants                            | 3:06  |
| 6.  | Please, Please (feat. Lady Saw)        | 3:36  |
| 7.  | Ocean’s 11                             | 2:53  |
| 8.  | Can’t Hold Me                          | 2:39  |
| 9.  | Goosebumps                             | 2:50  |
| 10. | Slowlife                               | 4:17  |
| 11. | Ding                                   | 3:25  |
| 12. | She Got Me Twisted                     | 3:11  |
| 13. | Light The Sun                          | 3:02  |
| 14. | End Of The Day (feat. Maya dela Gwada) | 3:26  |

## Musikstil
Der Großteil ist dem Dancehall zuzuordnen (mit starken Einflüssen von Hip-Hop und vor allem Funk, welche vor allem auf dem Titeltrack sowie auf Ocean’s 11 und Can’t Hold Me hörbar sind), jedoch hat dieses Album Einflüsse von vielen verschiedenen Musikrichtungen. Please, Please ist beispielsweise eher dem Contemporary R&B zuzuordnen, Slowlife hingegen eher dem Downbeat sowie dem Trip-Hop. Letzterer ist auch der einzige nicht tanzlastige Titel auf der Platte.
Die Reggae/Ska-Einflüsse der ersten beiden Alben wurden großteils verdrängt und sind lediglich noch auf Aufstehn!, Stand Up, Goosebumps und She Got Me Twisted zu finden, was dazu führte, dass viele der Fans der ersten beiden Alben Next! ablehnten, obgleich Dancehall schon immer Teil der Musik Seeeds gewesen war.
Drei Gastauftritte sind auf Next! zu finden. Der weltweit erfolgreiche CeeLo Green auf dem Hit Aufstehn!, Lady Saw auf der R&B-Ballade Please Please im Duett mit Nabé und die unbekannte Deejay Maya dela Gwada auf dem Schlusstrack End Of The Day.
Die Songs sind sowohl auf Englisch als auch auf Deutsch. Obwohl die drei Singles allesamt überwiegend deutsch sind, beinhalten insgesamt auf dem Album nur drei weitere Songs einen deutschen Gesangsteil. Wieder ist überwiegend Baigorry für diese zuständig, doch auch Dellé hat einen deutschsprachigen Vers in Aufstehn!, im selben Song singt Nabé den Refrain und zudem je eine deutschsprachige Strophe in Ocean’s 11 und Ding. Baigorry, welcher als Kopf der Band gilt, hat diesmal nur in fünf Songs einen deutschsprachigen Part (Schwinger, Aufstehn!, Tight Pants, Goosebumps und Ding), während er in drei weiteren Songs (Please Please, Light The Sun und End Of The Day) komplett fehlt. Dellé und Nabé fehlen in je einem Song (Please Please bzw. Goosebumps). Ebenfalls auffällig ist die Tatsache, dass, während auf den ersten beiden Alben meist Baigorry und Dellé bei den Studio-Aufnahmen die Refrains unter sich ausmachten (mit Ausnahme von Goldmine), nun Nabé, welcher bei den ersten beiden Alben überhaupt lediglich bei der Hälfte der Songs zu hören war, bei Aufstehn!, Please Please, Slowlife, Light The Sun und End Of The Day den Refrain singt.
Der Track Light the Sun beinhaltet ein Sample von Method Man.

## Singles

### Aufstehn!
Die erste Single war Aufstehn! in Zusammenarbeit mit dem US-amerikanischen Hip-Hop- und Soul-Musiker CeeLo Green. Das offizielle Video wurde am 22. August 2005 veröffentlicht. Im Video fahren die drei Sänger von Seeed in einem Motorboot über einen See, Green wird auch gezeigt. Die erste Strophe wurde von Baigorry, das Intro und die zweite Strophe (in der ersten Hälfte af Deutsch, in der zweiten auf Englisch) von Dellé, die dritte Strophe von Green und der Refrain von Nabé gesungen.

### Schwinger
Schwinger erschien am 25. November 2005 als zweite Single des Albums. Im Video sieht man die Mitglieder von Seeed in roten Anzügen, die sie 2006 auch häufig auf Konzerten trugen.

### Ding
Das Stück Ding erschien 2006. Seeed gewann damit den Bundesvision Song Contest 2006.

## Rezeption
laut.de lobt den „Party-Faktor“ der 14 Lieder, der sich „im Höchstbereich“ bewege.
Die Meinungen der Fans jedoch waren eher gemischt. Viele kritisierten den großen Schritt Richtung Mainstream.

## Kommerzieller Erfolg

### Chartplatzierungen
| ChartsChartplatzierungen | Höchstplatzierung | Wochen |
| ------------------------ | ----------------- | ------ |
| Deutschland (GfK)        | 2 (45 Wo.)        | 45     |
| Österreich (Ö3)          | 3 (44 Wo.)        | 44     |
| Schweiz (IFPI)           | 11 (38 Wo.)       | 38     |

| ChartsJahrescharts (2005) | Platzierung |
| ------------------------- | ----------- |
| Österreich (Ö3)           | 64          |

| ChartsJahrescharts (2006) | Platzierung |
| ------------------------- | ----------- |
| Deutschland (GfK)         | 34          |
| Österreich (Ö3)           | 26          |

### Auszeichnungen für Musikverkäufe
| Land/Region        | Auszeichnungen für Musikverkäufe (Land/Region, Auszeichnung, Verkäufe) | Verkäufe |
| ------------------ | ---------------------------------------------------------------------- | -------- |
| Deutschland (BVMI) | 3× Gold                                                                | 300.000  |
| Österreich (IFPI)  | Gold                                                                   | 15.000   |
| Schweiz (IFPI)     | Gold                                                                   | 20.000   |
| Insgesamt          | 3× Gold · 1× Platin ·                                                  | 335.000  |

## Trivia
Das Lied Goosebumps fand in Täuschungen, der ersten Episode der fünften Staffel von München 7 Verwendung.